# 東京ノ温度
東京ノ温度（とうきょうのおんど）は、川島広輝が主宰・作・演出する演劇ユニット。

## 概要
俳優・川島広輝が2016年に立ち上げた演劇企画ユニット。
『現代社会の「温度」をテーマに、ニヤニヤしながら見てもらえるワンシチュエーションシュールストーリー』がコンセプト。

## 公演履歴
- 第1回公演　『ひゃっきやこう』（2016年8月5日-7日　新大久保・ホボホボ）
- 第2回公演　『ありすとてれす　ぼうねんかい』（2016年12月16日-18日　新大久保・ホボホボ）
- 第3回公演　『ありすとてれす　しんねんかい』（2017年1月27日-29日　新大久保・ホボホボ）
- 第4回公演　『おずわるど』（2017年5月25日-29日　新大久保・ホボホボ）
- 第5回公演　『まなつぼし』（2017年8月24日-28日　新大久保・ホボホボ）
- 第6回公演　『ひゃっきやぎょう』（2017年11月16日-20日　新大久保・ホボホボ）
- 第7回公演　『しゃーろきあん』（2018年4月26日-30日　新大久保・ホボホボ）
- 第8回公演　『しゃーろっきあん』（2018年5月30日-6月4日　新大久保・ホボホボ）
- 第9回公演　『はいむすめ』（2018年11月9日-12日　大塚ドリームシアター）
- 第10回公演 『うえんでぃーず』（2019年3月29日-4月1日　赤坂CHANCEシアター）
- 第11回公演 『ぐりむさん～やーこぷさん～』（2019年11月29日-12月2日　Nakano f）
- 第12回公演 『ぐりむさん～ゔぃるへるむさん～』（2019年11月29日-12月2日　Nakano f）
- 第13回公演 『えんでれす』（2020年9月26日-29日　nakano f）＊当初5月16日-19日と発表されたが緊急事態宣言により延期。
- 第14回公演 『ころぬのこと』（2021年5月8日～11日　nakano f(全公演配信実施)）
- 第15回公演 『ありすとてれす　ぼうねんかい／しんねんかい』（2021年10月1日-6日　プーク人形劇場（全公演配信実施））
- 第16回公演 『ころぬのことは』（2021年12月17日～21日　nakano f（全公演配信実施））
- 第17回公演 『おずわるど』（2022年6月11日～15日　下北沢・小劇場 B1（全公演配信実施））
- 第18回公演 『まなつぼし』（2022年10月19日～23日　サンモールスタジオ（全公演配信実施））
- 第19回公演 『ぴのっきお』（2023年3月24日～28日　Nakano f（配信実施））
- 第20回公演 『はいむすめ』（2023年7月27日～31日　サンモールスタジオ（配信実施））
- 第21回公演 『うえんでぃーず』（2023年10月12日～16日　サンモールスタジオ（配信実施））
- 第22回公演 『いーはとーゔぉ』（2024年3月22日～26日　新宿眼科画廊（配信実施））
- 第23回公演 『あくたがわさん』（2024年10月16日～20日　下北沢「劇」小劇場（配信実施））

## 企画上演・WEB配信
- 『ころぬのころ』（舞台上演：2020年9月27日-29日　nakano f　配信上演：2020年10月31日～）
- 『ころぬのころに』（舞台版(配信実施）：2021年5月9日-11日 nakano f　配信版上演：2021年5月23日～）
- 『ころぬのころさんしいご』（舞台上演：2021年12月20日-21日 nakano f　配信版上演：2022年1月31日～順次公開）
- 『ころぬのころろっく』（舞台上演なし　配信上演：2022年7月21日～）

## 過去の出演者（初出演公演を掲載。所属・芸名は初出演当時）
第1回公演　『ひゃっきやこう』
- 川島広輝（主宰・劇団マカリスター）
- 三浦健（グリーンメディア）
- 梅原文香
- 新原武（劇団扉座）
- 鈴木智（劇団東京ゆめもぐら）
- 米津詩穂（liberta）
- 城戸優立香（松竹芸能）
- 小林照平（VACAR ENTERTAINMENT）
- 大村織（テアトルアカデミー）
- げんまいごろう

第2回公演　『ありすとてれす　ぼうねんかい』
- 古川奈苗
- 水野以津美（小劇場アイドルユニット38㎜なぐりーず）
- 岩本未来（オフィスジョイ）
- 柏香
- 石津ゆり
- 山口卓真（DHプロダクション）
- デ☆ら（Dotoo!）

第3回公演　『ありすとてれす　しんねんかい』
- 葉山美侑（JJプロモーション）
- 宇塚彩子（劇団夜想会）
- 井上麗夢
- 清田絵利架（スリートゥリー）
- 芝田遼
- 木村裕太（演劇集団TOY's BOX）
- セキュリティ木村（劇団ビタミン大使ABC）

第4回公演　『おずわるど』
- 倉多七与（エレメンツ）
- 花岡亜矢
- 河田直樹

第5回公演　『まなつぼし』
- 鈴木奈緒美
- 山上綾音
- 平野幸
- 守山クリス（JJプロモーション）
- 吉川暁士

第6回公演　『ひゃっきやぎょう』
- 奥田咲（オールドクルー）
- 中嶋こゆき
- 角田由紀子
- 永岡由貴

第7回公演　『しゃーろきあん』
- 木皿木桃（アヴィクション）
- 増野美由紀（松芸竹能）
- 横井李奈（TEAM-ODAC/五反田タイガー）
- 日中泰景（舞夢プロ）

第8回公演　『しゃーろっきあん』
- 高島麻利央（松芸竹能）
- 三浦小季
- 彩月琴代
- せとうあゆみ

第9回公演　『はいむすめ』
- 市川えり
- 岩田葵
- 青木大助（劇団彗星inc.）
- 古川光次朗
- 平島渉伍（SPACE AGENCY）

第10回公演 『うえんでぃーず』
- 相今くる（Dotoo!）
- 猪瀬未帆（Ritrovo）
- さとうゆり（Ritrovo）
- KARIN
- 山本憲（BOTTOM-9）

第11回公演 『ぐりむさん～やーこぷさん～』
- 矢萩麻里菜
- アンユ
- 千葉眞琴
- 田中菜苗
- 向原雄樹

第12回公演 『ぐりむさん～ゔぃるへるむさん～』
- 後藤星羅
- 中尾茅珠
- 高城理沙
- 川﨑梨那
- 川合琴音
- 瓦

第13回公演 『えんでれす』
- 梅田かんな
- 大中悠菜
- 小島健太（Ritrovo）

第14回公演 『ころぬのこと』
- 美早紀
- 原田絵理（劇団DarkMoon）
- 楡井華津稀
- 久松宥希（テクニカルアクターズクラブ）
- 本多一生
- 瀬川美紅（タイムリーオフィス）
- 白神さき（タンバリンアーティスツ）
- 田原遥菜
- 中陳剛佑
- 宮崎優美（演劇ユニット☆宇宙食堂）
- いそのさやか
- 亀岡美貴 （劇団FREE SIZE）
- 太田朱香

第15回公演 『ありすとてれす　ぼうねんかい／しんねんかい』
- 一村すみれ（ジャストプロ）
- 須藤茉麻（ジェイピィ－ルーム）
- 久保雅樹（CLipCLover）
- 荒井葉月（スペースクラフト・エージェンシー）
- 牧野ほの花
- 小倉舞子（elfin'／オスカープロモーション）
- 野田真実（MELLOW MELLOW／サンミュージック出版）
- HINA（MELLOW MELLOW／サンミュージック出版）
- 亀井理那（ワンダーヴィレッジ）
- 柿原裕人
- 大地翔護
- 山田和輝
- 菅野翔馬（アリゴ座）

第16回公演 『ころぬのことは』
- 伊倉蘭
- 山本有里
- 井手大貴（ツインプラネット）
- 奥村友規（サンミュージックアカデミー）

第17回公演 『おずわるど』
- 鵜川もえか（ジャストプロ）
- 辻 美優（elfin'／オスカープロモーション）
- 諸塚香奈実（アップフロントクリエイト）
- 橋本愛奈（アップフロントクリエイト）
- 稲葉貴子
- 角田佳代（宝映テレビプロダクション）
- 岩元博希
- 川﨑志馬

第18回公演 『まなつぼし』
- 青海マホ（MAGES.）
- 彩雪（プライム）
- 河原あずさ（アービング）
- 井上涼賀
- 黒田和宏（CLipCLover）
- 二瓶有加（ジャストプロ）
- 井川瑠音（ENAENTERTAINMENT）
- 篠原みなみ（松芸竹能）
- 小黒こまち

- 奥脇大樹（サン・オフィス）

第19回公演 『ぴのっきお』
- 小笠原里奈（劇団NLT）
- 仁菜

第20回公演『はいむすめ』
- 花房里枝（elfin'／オスカープロモーション）

高橋あゆみ
- 斉木香穂（N.O.S）
- 菊池渚紗
- 西村龍一朗
- 瀬戸ひろみ（イルカ団!!）
- 浜辺こはる
- 理暖

第21回公演『うえんでぃーず』
- 後藤夕貴（アップフロントクリエイト）
- 結木時希
- 檜山明
- 本間匠（NEXT GATE）
- しもむらゆか
- 吉田リサ
- 京武佑季
- 中村莉奈

第22回公演『いーはとーゔぉ』
- 中塚智香子
- 杉本円佳

第23回公演『あくたがわさん』
- 大久保藍
- 葵朝香（テアトルRUIプロダクション）
- 涼田麗乃（ホリプロインターナショナル）
- 篠崎瑠侑
- 髙田桜子（大和プロ）
- 柳崚太（CLipCLover）

外部リンク
- 東京ノ温度

- 川島広輝Website